# Collio Goriziano Merlot
Le Collio Goriziano Merlot (ou Collio Merlot) est un vin rouge italien de la région Frioul-Vénétie Julienne doté d'une appellation DOC depuis le 3 novembre 1989. Seuls ont droit à la DOC les vins récoltés à l'intérieur de l'aire de production définie par le décret. Les vignobles autorisés se situent dans la province de Gorizia dans les communes et hameaux de Brazzano, Capriva del Friuli, Cormons - Plessiva, Dolegna del Collio, Farra d'Isonzo, Lucinico, Mossa, Oslavia, Ruttars et San Floriano del Collio.
Le Collio Goriziano Merlot répond à un cahier des charges moins exigeant que le Collio Goriziano Merlot riserva, essentiellement en relation avec le vieillissement.

## Caractéristiques organoleptiques
- couleur : rouge rubis plus ou moins intense,
- odeur : agréable, légèrement épicé
- saveur : sèche, harmonique, légèrement amer (amarognolo)

Le Collio Goriziano Merlot se déguste à une température comprise entre 15 et 17 °C. Il se gardera 2 - 4 ans.

## Production
Province, saison, volume en hectolitres :
- Gorizia (1990/91) 5148,83
- Gorizia (1991/92) 5388,16
- Gorizia (1992/93) 5821,45
- Gorizia (1993/94) 5182,14
- Gorizia (1994/95) 4760,64
- Gorizia (1995/96) 4176,77
- Gorizia (1996/97) 5283,41